# Balthasar Russow

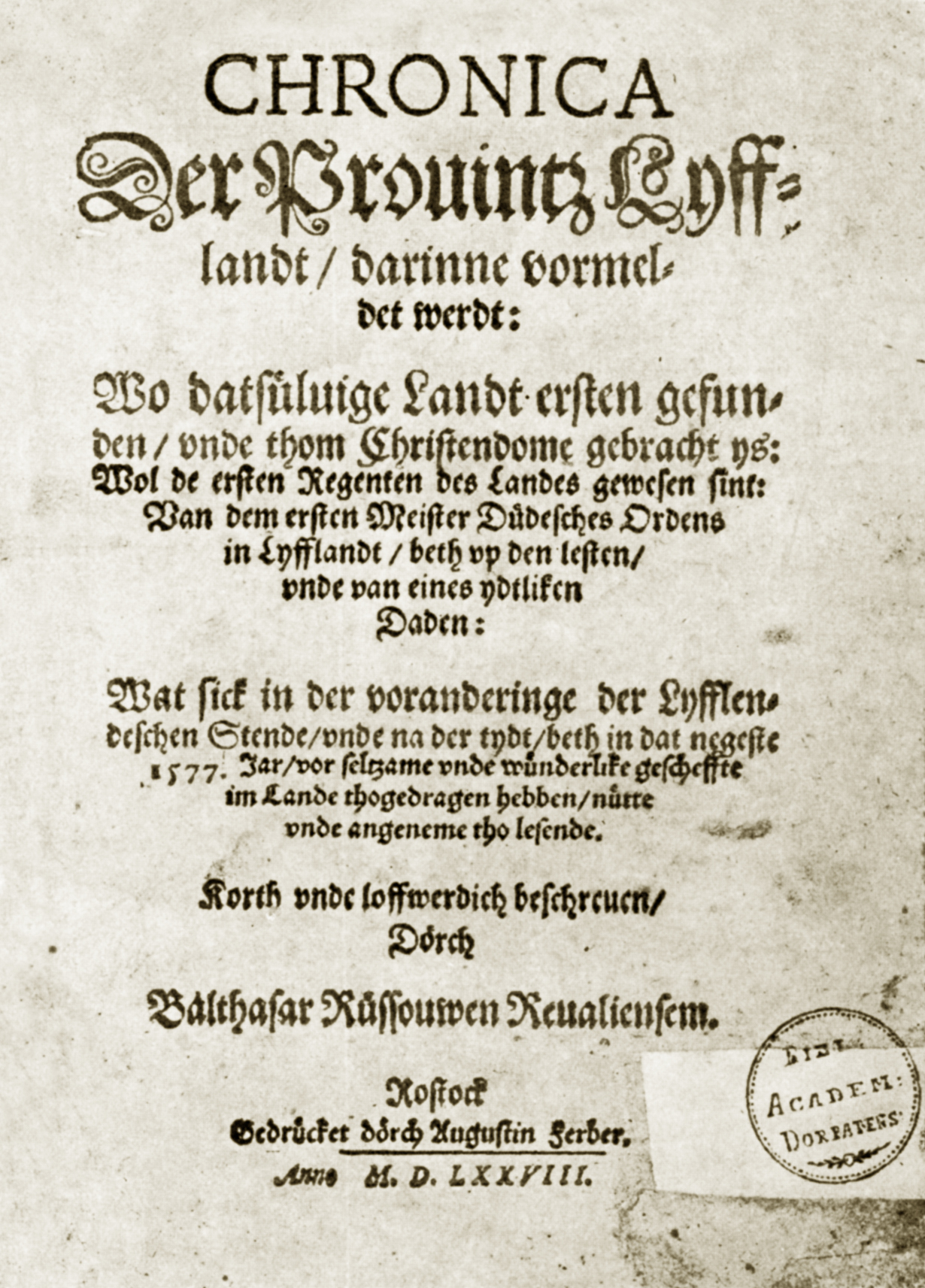
A krónika első kiadásának címlapja 1578-ból

Balthasar Russow (Tallinn, 1536 – 1600) német krónikás.

## Élete
A pomerániai Stettin (ma Szczecin, Lengyelország) egyetemén tanult. 1566-tól haláláig a tallini Szentlélek-templom evangélikus lelkésze volt. Leghíresebb munkája az alnémet nyelven íródott Chronica der Provinz Lyfflandt, amely Livónia történelmét írja le, különös tekintettel a Német Lovagrend Livón tartományának hanyatlására és a Livóniai háború (1558–1583) időszakára. A krónika először Mecklenburgban, Rostockban jelent meg 1578-ban. A munka gyorsan elfogyott, a munka második, átdolgozott kiadás 1584-ben került kiadásra.
Russow munkájában rendkívül kritikusan írt a livón nemesség pazarló életmódjáról s erkölcstelenségéről. Panaszkodott az észt parasztok babonás hiedelmei és pogány szokásai miatt, valamint elítélte a háborúban részt vett zsoldosseregek erőszakosságát is. Dicsérően szólt viszont az új regionális hatalomról, Svédországról. Russow a főszereplője Jaan Kross modern észt író Kolme katku vahel (Három pestis között) című négy részes történelmi regényfolyamának, melynek első része 1970-ben jelent meg.

## Külső hivatkozások
- A krónika 1848-as kiadásának online változata
- Az 1845-os kiadás online változata

## Fordítás
- Ez a szócikk részben vagy egészben  a   Balthasar Russow című angol Wikipédia-szócikk ezen változatának fordításán alapul.  Az eredeti cikk szerkesztőit annak laptörténete sorolja fel. Ez a jelzés csupán a megfogalmazás eredetét és a szerzői jogokat jelzi, nem szolgál a cikkben szereplő információk forrásmegjelöléseként.